# 泡沫王子
《泡沫王子》，是由比比（施玉燕）原作，徐璐作画的青春校园爱情漫画，2007年5月开始于《漫友·漫画100》连载，全8话。2011年6月于《漫画SHOW》再次刊载，该作单行本2008年10月首次发行，先后共出版简体中文版及马来西亚版本。

## 故事簡介
出身渔家的贫穷少女未蓝误入贵族学校，在一次打赌中，未蓝被迫向全校女生心怡的王子三月珑告白，然而她却不知道，对方其实不是人类，而是人鱼家族的幺子。

## 登場角色
- 未蓝

贫穷的渔家少女，家中母亲瘫痪在床，自己意外地进入贵族学校圣德兰学院，喜欢鱼也很会烹饪鱼料理，渴望自由想要追寻自己的世界。

### 人鱼家族
- 三月珑

三月家中的幺子
- 三月槿

三月家中的大姐
- 三月弦

三月家中的长男
- 三月犽

三月家中的次子

## 每话标题
1. 史上最蠢的告白
2. 这不是我的世界
3. 安全临界线
4. 宝石
5. 犽
6. 秘密
7. 怕水的鱼
8. 泡沫海洋

## 单行本
- 全1卷，2008年10月发售，ISBN 978-7-5405-3841-5

## 曾获奖项
- 第3届金龙奖最佳漫画脚本金奖[2]